# Metallurgia delle polveri

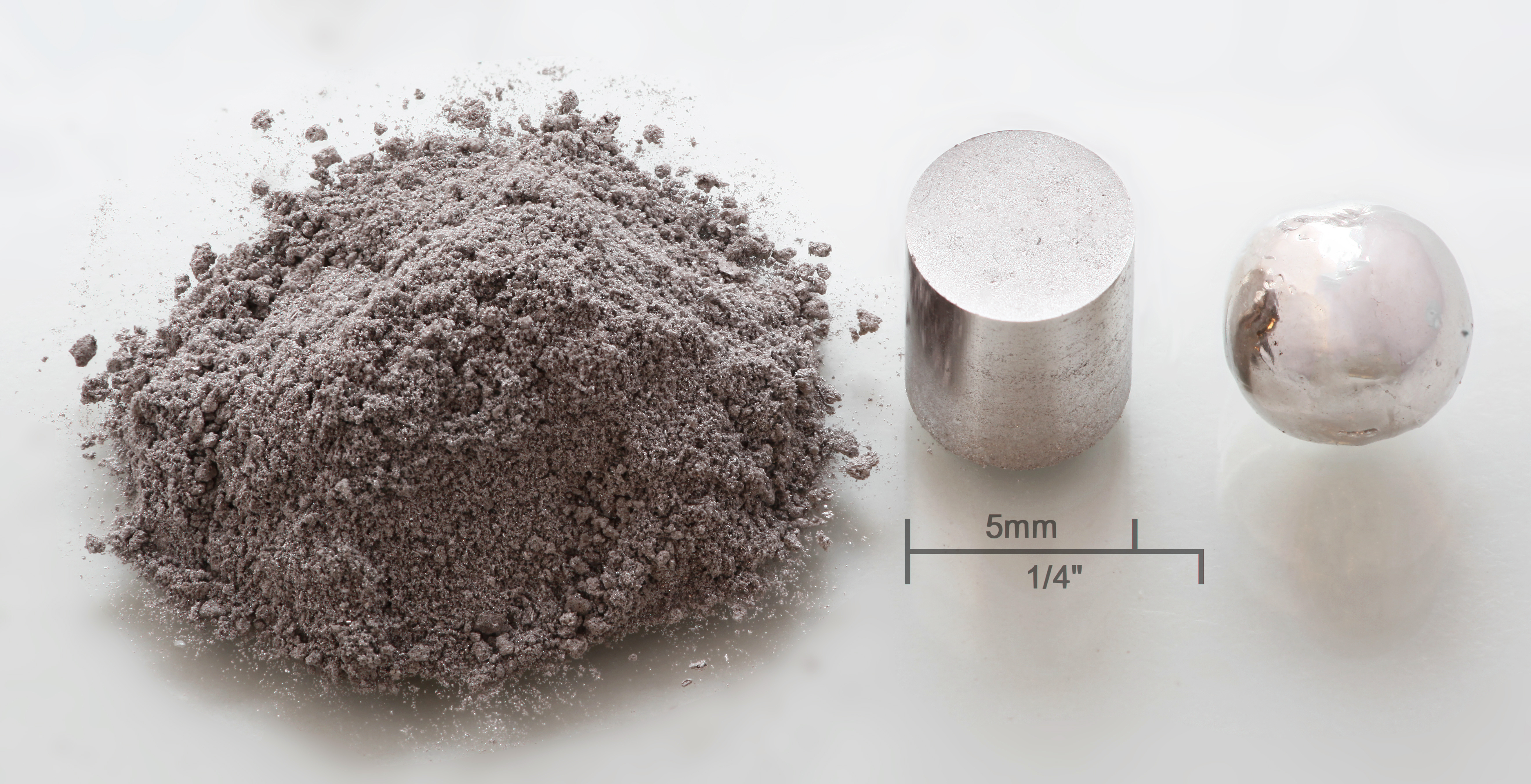
Fasi del processo di metallurgia delle polveri del rodio: ottenimento delle polveri (sinistra), compatto (centro) e rodio sinterizzato (destra).

Con l'espressione metallurgia delle polveri si indica la sequenza di operazioni che portano alla compattazione e trasformazione di un materiale pulvirulento metallico in un materiale indivisibile.
Le operazioni che vengono svolte a tale scopo sono, nell'ordine:
- riduzione del materiale in polvere
- condizionamento delle polveri
- sinterizzazione ad elevata pressione e temperatura oppure pressatura e formatura (a temperatura ambiente) e successiva sinterizzazione ad elevata temperatura.

## Storia

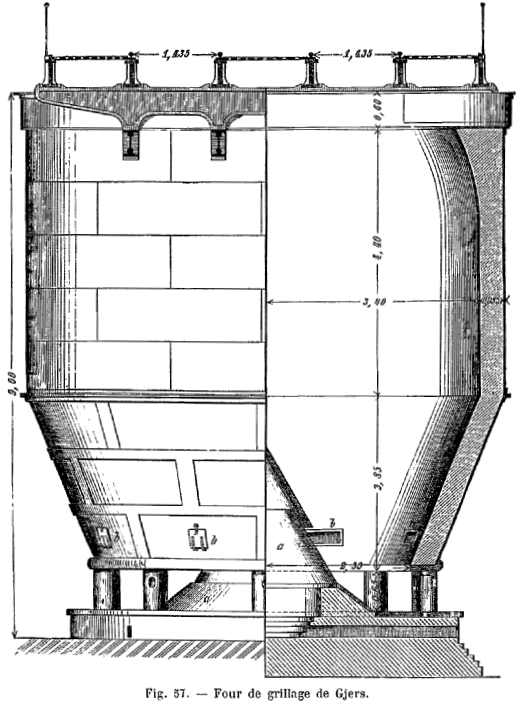
Esempio di forno metallurgico per la sinterizzazione di materiale ferroso (1895).

Le prime applicazioni del processo di sinterizzazione possono essere associate alla produzione di manufatti in ceramica durante la preistoria.
Al 3000 a.C. risalgono i primi manufatti di ferro sinterizzato, prodotto in India e in Egitto.
In tempi più recenti tale processo si è esteso anche nel settore dei materiali metallici. Nel caso dell'acciaio, si svolgeva la sinterizzazione riducendo con il carbone la limatura d'acciaio precedentemente ossidata allo stato pastoso; in questo modo la riduzione con il carbone eliminava le impurità permettendo poi la compressione e la forgiatura per ottenere un insieme compatto.
Al 1822 risale la produzione in Francia di lingotti di platino a partire dalle polveri di tale metallo. Nello stesso decennio tale tecnica fu progressivamente migliorata e nel 1830 il processo di sinterizzazione veniva applicata ad un ampio spettro di materiali metallici.
La tecnologia della sinterizzazione venne applicata con successo intorno nella seconda metà del XIX secolo per la produzione di filamenti di tungsteno, aprendo la strada alla produzione delle prime lampade a incandescenza.
Agli inizi del XX secolo la metallurgia delle polveri venne applicata per la produzione di filtri in materiale metallico sinterizzato. Nel 1915 si ottennero inoltre le prime trafile attraverso la sinterizzazione di carburi di tungsteno e molibdeno e nel 1922 la Krupp avvio la produzione di carburo di tungsteno con il processo al cobalto in fase liquida. Sempre negli anni venti si cominciarono a realizzare tramite sinterizzazione materiali destinati a svolgere la funzione di contatti elettrici.
Nei decenni successivi, la sinterizzazione venne applicata anche per la produzione di magneti, frizioni magnetiche, cuscinetti in bronzo poroso autolubrificati e palette per turbine a gas.

## Ottenimento delle polveri
Le polveri possono essere ricavate tramite processi chimici, fisico-chimici e meccanici.
A livello di quantità prodotte annue, il processo più importante è l’atomizzazione ad acqua di polveri ferrose da pressatura a freddo. Da metà anni ’60 del 1900 essa sostituì la riduzione diretta di minerali (processo Höganäs per ferro-spugna) e l’elettrolisi con notevole abbattimento dei costi di produzione, mantenendo buone caratteristiche di comprimibilità e resistenza al verde. L’atomizzazione a gas è necessaria per metalli altamente reattivi, quali titanio, super-leghe, acciai speciali, ecc. che non vengono poi formati per compattazione. I processi chimici sono di primaria importanza per materiali ad alto punto di fusione (es. tungsteno),quando si vogliano ottenere granulometrie estremamente fini (D<10 µm) quando è desiderabile una forma altamente irregolare e dendritica. I processi meccanici sono utilizzati per comminuire soltanto metalli molto fragili (es. bismuto) e ossidi, in quanto molto poco efficienti dal punto di vista energetico. Molto più versatili sono le applicazioni in cui si mira a ridurre le dimensioni di una polvere preesistente, alterarne la forma, alligarla meccanicamente o miscelarla con altre polveri.
I processi meccanici vengono ottenuti frantumando del materiale fragile con dei martelli contenuti nei buratti ruotanti con sfere oppure polverizzando tramite coltelli rotanti delle bave di materiale fuso.
Per quanto concerne i processi fisico-chimici, essi si ottengono in diversi modi:
- da bagni salini per azione elettrolitica dove per effetto dell'urto si ricava la polvere che precedentemente si era depositata sotto forma spugnosa e poi essiccata:
- attraverso un massiccio getto di gas inerte che atomizza una bava di materiale fuso
- attraverso l'idrogeno ad alta pressione che riduce gli ossidi
- attraverso il monossido di carbonio ad alta pressione che dissocia i composti carboniosi volatili del ferro o del nichel
- attraverso uno scintillio elettrico
- attraverso il processo di ossidazione di trucioli finemente sminuzzati in polvere impalpabile a sua volta sottoposta a riduzione
- attraverso un cannello al plasma che vaporizza il materiale e lo condensa sotto vuoto.[4]

### Forma e dimensioni dei grani di polvere

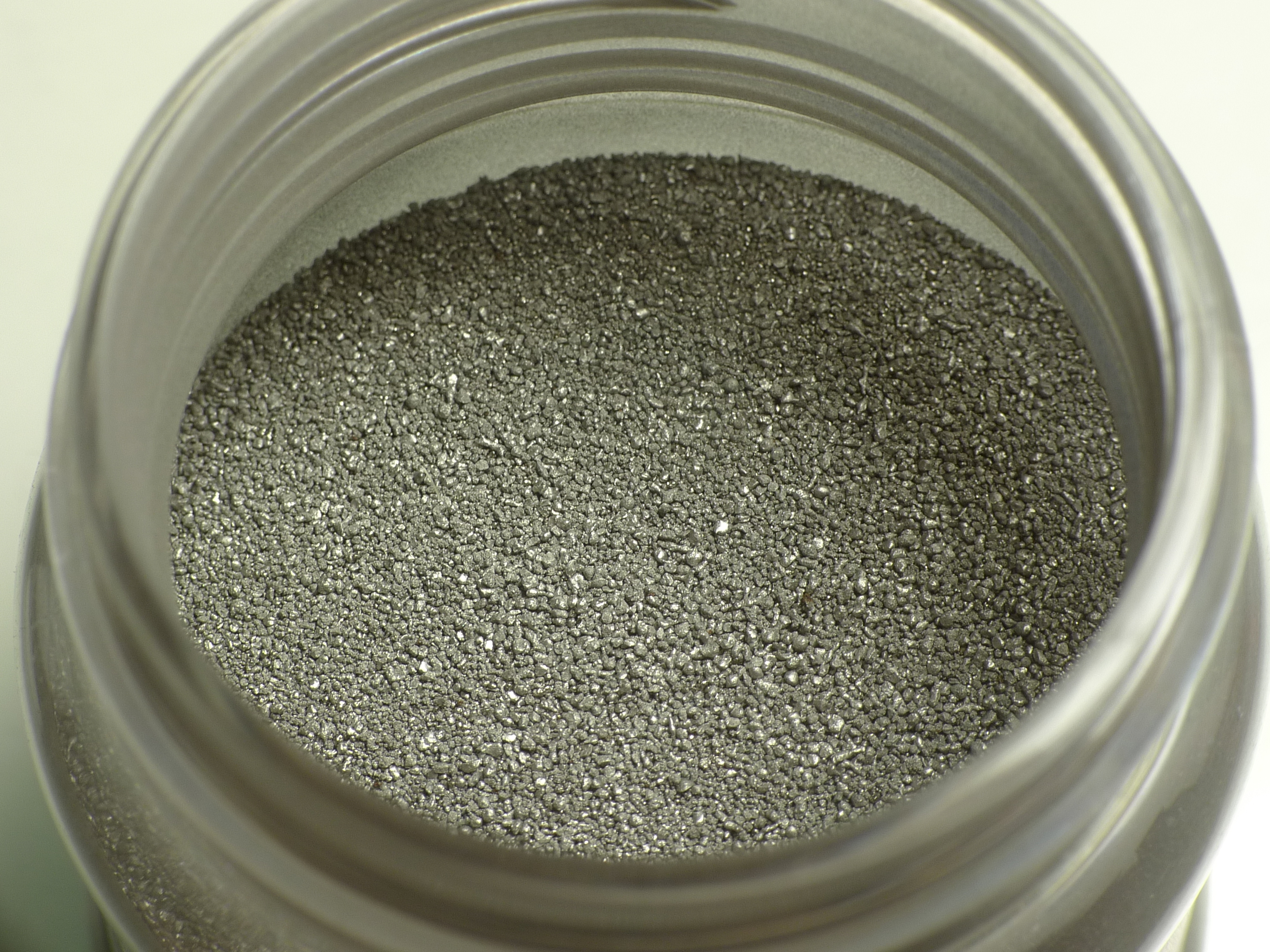
Polvere di ferro.

La forma e la dimensione dei grani è diversa in funzione della tipologia del procedimento usato.
Si individuano forme dei grani sferiche, lamellari oppure poliedriche.
La dimensione dei granelli di povere utilizzati per il processo di sinterizzazione si aggira tipicamente intorno a 0,1-100 μm. In generale, a seconda delle loro dimensioni, le polveri utilizzate possono essere classificate in:
- polveri ultradisperse (UDP): 0,001-0,1 µm
- polveri finemente disperse (FDP): 0,1-10 µm
- polveri mediamente disperse (ADP): 10-200 µm
- polveri "grosse" (C/LDP): 200-1000 µm.

## Ottenimento del compatto
Il compatto si ottiene tramite:
- forti pressioni impresse da vibratori ad alta frequenza, presse o laminatoi che esercitano forze di compressione con range minimo di 100 N/mm2 e range massimo di 1400 N/mm2 in funzione della densità desiderata da ottenere e della diversa plasticità
- una pistola che spara la polvere contro una superficie fissa o rotante
- secondo il procedimento per realizzare il bisquit in pezzi cavi, da polveri sedimentate: il liquido di sospensione delle polveri viene assorbito dalla zona porosa dello stampo ottenendo quindi degli organi metallici.
- con un'esplosione in vasca d'acqua che permette conferimenti di ottime densità sfruttando le elevate pressioni in gioco
- usando dei leganti durante il versamento delle polveri.[4]

## Sinterizzazione

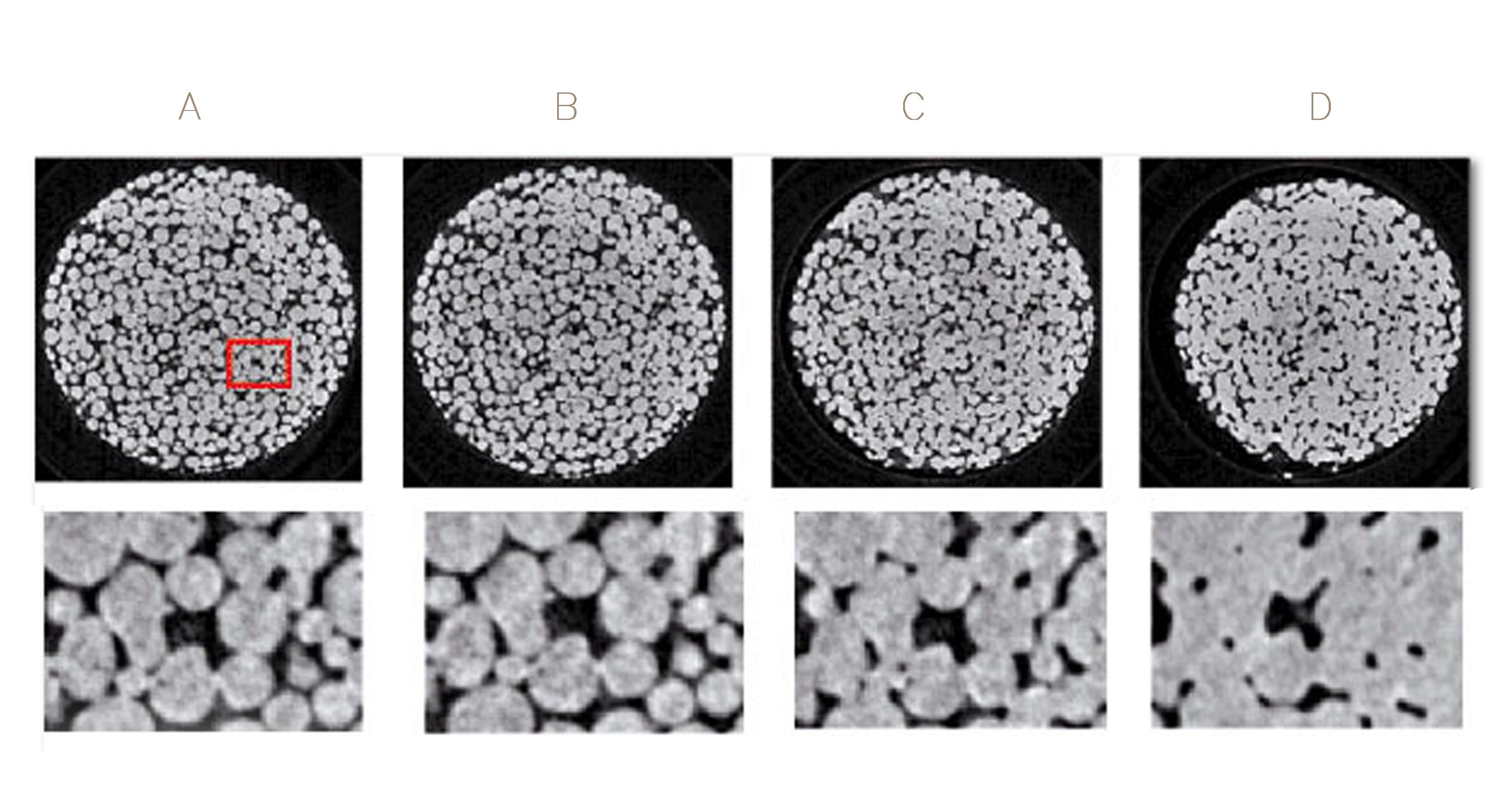
Avvicinamento, accrescimento e coalescenza dei grani cristallini durante il processo di sinterizzazione.

Il processo di sinterizzazione è un trattamento termico che viene svolto ad una temperatura inferiore al punto di fusione di tutti i costituenti della miscela (sinterizzazione allo stato solido) o inferiore al punto di fusione del costituente principale (sinterizzazione allo stato liquido).
Il prodotto della sinterizzazione ha in genere una porosità differente (maggiore o minore) della polvere da cui è stato ottenuto, maggiore densità e grani cristallini più grandi. Queste ultime due caratteristiche dei materiali sinterizzati sono da ricondursi a due distinti meccanismi che avvengono durante il processo di sinterizzazione, che sono la "densificazione" (che comporta l'avvicinamento dei grani cristallini fino alla loro coalescenza) e la crescita dei grani cristallini.
La sinterizzazione permette l'ottenimento di:
- organi sinterizzati con l'aiuto di fase liquida: si ottengono miscelando due o più polveri di materiali diversi che formano quindi un materiale compatto. Questo compatto viene successivamente portato ad una temperatura prossima alla fusione del materiale componente la polvere che fonde a temperatura inferiore, ottenendo quindi un materiale molto più tenace e resistente.
- organi con forma prestabilita: si utilizzano polveri compresse in uno stampo per ottenere poi un compatto che verrà riscaldato a temperatura inferiore alla temperatura di fusione per quel materiale. Così facendo, si rafforzerà l'unione fra i grani che compongono la polvere e si avrà un organo pronto per subire, eventualmente, processi di lavorazione diversi come ad esempio la forgiatura o l'estrusione.

Nella tecnologia di sinterizzazione classica o puramente termica o termomeccanica (ovvero con l'aiuto di pressione ed alta temperatura) la temperatura che deve essere raggiunta per ottenere il processo di sinterizzazione è di circa 0,7-0,9 volte la temperatura assoluta di fusione (ossia espressa in kelvin). Il procedimento consiste nella riduzione della porosità tra le particelle della polvere di partenza, nella crescita delle particelle, nella formazione di robusti collegamenti (colli) tra queste e nel conseguente ritiro dimensionale dei componenti. Le proprietà fisico-meccaniche dei sinterizzati sono generalmente inferiori a quelle dei materiali compatti, ma più che sufficienti per innumerevoli applicazioni strutturali, che si avvantaggiano della loro relativa economicità per grandi serie.

## Applicazioni
Le applicazioni della metallurgia delle polveri (MP) sono innumerevoli; qui di seguito le principali, in ordine approssimativo di quantità annue consumate: 
Componenti strutturali ferrosi: l'industria automobilistica assorbe il 70-75% dei pezzi pressati a freddo e sinterizzati, principalmente all'interno del motore a scoppio e della trasmissione. Trattasi di ingranaggi, bielle, rocchetti, anelli e mozzi sincronizzatori, sedi e guide valvole, ecc. Mediamente un'automobile europea richiede 12 kg di sinterizzato.
Magneti permanenti: i magneti permanenti in Nd-Fe-B sono i più "forti" (ossia massima induzione e magnetizzazione residua) ad oggi conosciuti. Essi sono impiegati in motori elettrici, dischi rigidi, casse amplificatrici (speakers), ecc. La produzione è concentrata in Cina. 
Metallo duro: la combinazione di carburo di tungsteno (WC) e cobalto è la base per utensili da taglio, foratura e tornitura, oltre che per tutte quelle applicazioni in cui si richiede un'estrema resistenza all'usura (es. ugelli per estrusione). Essi possono essere sinterizzati oppure depositati come rivestimento superficiale su metallo, tipicamente acciaio.
Billette di acciai per utensili /rapidi: i migliori acciai per utensili vengono prodotti a partire da polveri atomizzate a gas, incapsulate e pressate isostaticamente a caldo. Si ottiene così una dispersione fine ed omogenea di carburi, conferendo proprietà meccaniche nettamente superiori a quelle ottenibili partendo da fusione in stampo ("getti"). Tali billette vengono poi lavorate all'utensile o forgiate, per ricavarne stampi e utensili.
Boccole auto-lubrificanti: la porosità tipica dei sinterizzati viene sfruttata per creare una riserva di lubrificante all'interno delle boccole stesse. L'olio viene rilasciato per effetto capillare durante l'utilizzo, quando l'albero motore inizia a girare, e successivamente riassorbito. Trovano impiego in quasi tutti i dispositivi che utilizzano motorini elettrici, dall'automotive agli elettrodomestici.
Componenti pressati isostaticamente a caldo (HIP): tale tecnologia permette di consolidare pezzi unici fino a 10 ton, per settori dove sono richieste alte proprietà meccaniche, di resistenza alla corrosione e affidabilità. Esempi tipici sono: petrolifero, energetico, aerospaziale, nucleare. I materiali sono acciai legati (inox, da utensili), leghe base Ni e Co.
Utensili diamantati: polveri metalliche quali cobalto, ferro e bronzo vengono mescolate con diamanti sintetici e sinterizzate, tipicamente tramite pressatura a caldo in stampo di grafite (hot pressing). Si ottengono così segmenti e perline diamantate che costituiscono i taglienti di dischi, frese e fili per taglio, foratura e lucidatura della pietra.